# Klöckeln

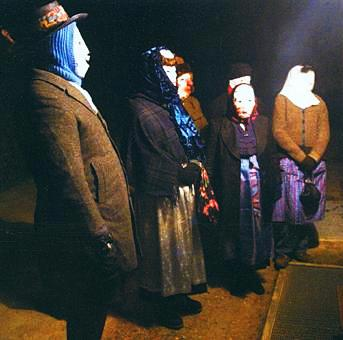
Un gruppo di Klöckeln.

I Klöckeln sono dei personaggi particolari, resi irriconoscibili dai loro costumi, che girando maso per maso, bussano (dal tedesco klopfen, quindi in dialetto klocken) alle loro porte. Questa tradizione, originariamente un antico rito di fertilità per il popolo germanico, è ancora ben radicata in Val Sarentino e a Scaleres (una frazione di Varna) in Alto Adige, nei tre giovedì che precedono il Santo Natale.
Questo gruppo di personaggi, chiamato anche Kutt, secondo l'antica usanza, si riuniscono in gran segreto in posti nascosti per prepararsi, per poi produrre rumore e gridare alle porte, per far scacciare gli spiriti maligni. Oggi con i loro canti monotoni, queste strane figure dovrebbero andare a raccontare della redenzione di Cristo. Alla fine i proprietari dei masi e delle case li invitano dentro a mangiare krapfen originali e a bere un po'. Uscendo di casa, i personaggi si fermano ancora qualche secondo davanti all'abitazione, il tempo necessario per incidere nella neve un crocifisso.
Come succedeva nel passato, tuttora quest'antica tradizione è riservata ai ragazzi e viene organizzata dai diretti interessati.